# Kanton Martigues-Ouest
Kanton Martigues-Ouest is een voormalig kanton van het Franse departement Bouches-du-Rhône. Het kanton maakte deel uit van het arrondissement Istres. Het werd opgeheven bij decreet van 27 februari 2014, met uitwerking op 22 maart 2015.

## Gemeenten
Het kanton Martigues-Ouest omvatte de volgende gemeenten:
- Martigues (deels, hoofdplaats)
- Port-de-Bouc